# Dah Shinin'
Albums de Smif-n-Wessun
The Rude Awakening
(1999)
Singles
1. Bucktown
Sortie : 1994
2. Wontime
Sortie : 1994
3. Wrekonize
Sortie : 1995

Dah Shinin' est le premier album studio de Smif-n-Wessun, sorti le 10 janvier 1995.
Un des aspects les plus notables de cet opus est la découverte du supergroupe Boot Camp Click, un des plus importants des années 1990, dont faisait partie Smif-n-Wessun aux côtés, entre autres, de Black Moon ou encore d'Heltah Skeltah. Des membres de ces deux groupes font d'ailleurs des apparitions sur certains titres de l'album.
La production en a été assurée par DJ Evil Dee, Mr. Walt, Rich Blak et Baby Paul, tous membres de Da Beatminerz.
Dah Shinin', très bien accueilli par les critiques, est reconnu pour son contenu lyrique hardcore et sombre. Il a été désigné comme l'un des « 100 meilleurs albums de rap » pour le magazine The Source en 1998, et s'est classé 5e au Top R&B/Hip-Hop Albums et 59e au Billboard 200.
La pochette de l'album est très clairement inspirée de celle de He's Coming de Roy Ayers.

## Liste des titres
| No  | Titre                                                                  | Contient un (des) sample(s) de | Durée |
| --- | ---------------------------------------------------------------------- | --- | ----- |
| 1.  | Timz N Hood Chek                                                       | Sorcerer of Isis de Power of Zeus U Da Man de Black Moon featuring Dru Ha, Havoc et Smif-N-Wessun                                                             | 3:17  |
| 2.  | Wrektime                                                               | Get Out of My Life, Woman des Mad Lads Somebody to Love de Barbara & Ernie Forecast d'Eric Gale Blind Alley des Emotions                                      | 4:05  |
| 3.  | Wontime (featuring Rock)                                               | Spoonin' Rap de Spoonie Gee | 4:42  |
| 4.  | Wrekonize                                                              | Home on a Rainy Day de New York Port Authority | 3:54  |
| 5.  | Sound Bwoy Bureill (featuring Starang Wonduh et Top Dog)               | Louisiana Blues du Climax Blues Band Gucci Time de Schoolly D Boom Bye Bye de Buju Banton                                                                     | 4:19  |
| 6.  | K.I.M.                                                                 | Momma Miss America de Paul McCartney | 2:55  |
| 7.  | Bucktown                                                               | Born to Be Blue de Jack Bruce Why Can't People Be Colors Too? des Whatnauts                                                                                   | 4:08  |
| 8.  | Stand Strong                                                           | The Look of Love d'Isaac Hayes Sport de Lightnin' Rod featuring Kool & the Gang Bucktown de Smif-N-Wessun                                                     | 4:10  |
| 9.  | Shinin.... Next Shit (featuring Buckshot)                              | Sorcerer of Isis de Power of Zeus So You'll Know My Name du Roland Hanna Trio The Jam de Graham Central Station Stoned Is the Way of the Walk de Cypress Hill | 5:30  |
| 10. | Cession at da Doghillee (featuring Buckshot, Heltah Skeltah et O.G.C.) | Silly Rabbit, Trix Are for Kids de The Trix Rabbit and The Trix Kids Harlem River Drive de Bobbi Humphrey                                                     | 5:26  |
| 11. | Hellucination                                                          | Only When I'm Dreaming de Minnie Riperton Why Can't People Be Colors Too? des Whatnauts                                                                       | 5:28  |
| 12. | Home Sweet Home                                                        | We Live in Brooklyn, Baby du Roy Ayers Ubiquity | 4:43  |
| 13. | Wipe Ya Mouf                                                           | You're Welcome, Stop on By d'Ahmad Jamal Watching You de Slave The Program de Papa San featuring Stan Ryck Sound Bwoy Bureill de Smif-N-Wessun                | 5:00  |
| 14. | Let's Git It On (featuring Rock)                                       | North Carolina de Les McCann After the Race de Mandrill Buffalo Gals de Malcolm McLaren                                                                       | 3:47  |
| 15. | P.N.C. Intro                                                           | | 1:06  |
| 16. | P.N.C.                                                                 | Get It Over de One Way featuring Al Hudson | 5:41  |